# 김지영 (농구 선수)
김지영(1998년 2월 3일 ~ )은 대한민국의 농구 선수이다. 한국여자프로농구(WKBL) 인천 신한은행 에스버드 소속으로 포지션은 가드이다.

## 경력
2015년 10월에 열린 2015-2016 WKBL 신입선수 선발회에서 2라운드 3순위(전체 9순위)로 부천 하나원큐에 지명되었다.